# Кошик, Эрих
Эрих Кошик (3 января 1913 года — 21 июля 1985 года) — бывший немецкий спринт каноист. Принимал участие в соревнованиях по гребле на байдарках и каноэ в конце 1930-х годов.

## Биография
Эрих Кошик родился 3 января 1913 года. Тренировался в спортивном клубе SV Polizei Hamburg Гамбурга.

## Спортивные достижения
С 1934 по 1936 год выигрывал три раза подряд на чемпионате Германии по гребле на байдарках и каноэ в дисциплине С-1 на дистанции 1000 метров. На чемпионате Европы 1934 года в Копенгагене завоевал титул чемпиона, оказавшись впереди спортсменов Джозефа Силни и Богуслава Карлика из Чехословакии.
Эрих Кошик на летние Олимпийских играх в Берлине завоевал бронзовую медаль в дисциплине С-1 1000 метров.
После Второй мировой войны принимал участие в немецких чемпионатах по гребле на байдарках и каноэ. В 1947 году завоевал вместе с напарником Хансом Ведеманом звание чемпиона в гонках на байдарках и каноэ на дистанции 1000 метров, в 1948 году победил на дистанции 10000 метров.